# La Courtine
La Courtine (okcitansko La Cortina) je naselje in občina v francoskem departmaju Creuse regije Limousin. Leta 2007 je naselje imelo 890 prebivalcev.

## Geografija
Kraj leži v pokrajini Marche znotraj naravnega regijskega parka Milevaches ob reki Liège, 35 km južno od Aubussona.

## Uprava
La Courtine je sedež istoimenskega kantona, v katerega so poleg njegove, vključene še občine Beissat, Clairavaux, Magnat-l'Étrange, Malleret, Le Mas-d'Artige, Saint-Martial-le-Vieux, Saint-Merd-la-Breuille in Saint-Oradoux-de-Chirouze s 1.871 prebivalci.
Kanton Courtine je sestavni del okrožja Aubusson.
1. ↑  »Populations légales 2016«. Nacionalni inštitut za statistične in gospodarske raziskave. Pridobljeno 25. aprila 2019.